# 1956年コルチナ・ダンペッツオオリンピック
1956年コルチナ・ダンペッツオオリンピック（1956ねんコルチナ・ダンペッツオオリンピック）は、1956年1月26日から2月5日まで、イタリアのヴェネト州コルティーナ・ダンペッツォで行われた冬季オリンピックである。コルチナ・ダンペッツオ1956（Cortina d'Ampezzo 1956）と呼称される。同地は1944年にも五輪開催が決定したが、第二次世界大戦に伴い中止となった。冬季大会は中止になった場合、回次が付かないため、公式的にも同国・同地で初開催となった。

## ハイライト
オーストリアのトニー・ザイラーがアルペンスキーの単独種目である回転・大回転・滑降全てで金メダルを史上初めて獲得した。回転では日本の猪谷千春が故障明けでありながら2位に入賞し、冬季オリンピックで日本初のメダルを獲得した。

## 実施競技と日程
1月26日に開会式が行われた。1月27日から閉会式の日である2月5日まで、各日少なくとも1つの決勝種目でメダリストが決まった。
| 日付           | 日付                   | 26 | 27 | 28 | 29 | 30 | 31 | 01 | 02 | 03 | 04 | 05 |
| -------------- | ---------------------- | -- | -- | -- | -- | -- | -- | -- | -- | -- | -- | -- |
| 開・閉会式     | 開・閉会式             | •  |    |    |    |    |    |    |    |    |    | •  |
| ボブスレー     | ボブスレー             |    | •  | •  |    |    |    |    |    | •  | •  |    |
| アイスホッケー | アイスホッケー         | •  | •  | •  | •  | •  | •  | •  | •  | •  | •  |    |
| スケート       | フィギュアスケート     |    |    |    | •  | •  | •  | •  |    | •  |    |    |
| スケート       | スピードスケート       |    |    | •  | •  | •  | •  |    |    |    |    |    |
| スキー         | アルペンスキー         |    | •  |    | •  | •  | •  | •  |    | •  |    |    |
| スキー         | クロスカントリースキー |    | •  | •  |    | •  |    | •  | •  |    | •  |    |
| スキー         | ノルディック複合       |    |    |    | •  |    | •  |    |    |    |    |    |
| スキー         | スキージャンプ         |    |    |    |    |    |    |    |    |    |    | •  |

## 各国の獲得メダル
| 順 | 国・地域           | 金 | 銀 | 銅 | 計 |
| -- | ------------------ | -- | -- | -- | -- |
| 1  | ソビエト連邦       | 7  | 3  | 6  | 16 |
| 2  | オーストリア       | 4  | 3  | 4  | 11 |
| 3  | フィンランド       | 3  | 3  | 1  | 7  |
| 4  | スイス             | 3  | 2  | 1  | 6  |
| 5  | スウェーデン       | 2  | 4  | 4  | 10 |
| 6  | アメリカ合衆国     | 2  | 3  | 2  | 7  |
| 7  | ノルウェー         | 2  | 1  | 1  | 4  |
| 8  | イタリア（開催国） | 1  | 2  | 0  | 3  |
| 9  | 東西統一ドイツ     | 1  | 0  | 1  | 2  |
| 10 | カナダ             | 0  | 1  | 2  | 3  |

## テレビ中継
本大会は、多国籍の視聴者に放送された最初の冬季オリンピックであった。
会場は、冬季オリンピックで初めて、テレビ中継を念頭に置いて建てられた。たとえば、クロスカントリースキー場（Lo Stadio della neve）のグランドスタンドは、テレビカメラが日差しの悪影響を受けないよう、テレビカメラの位置が南向きに設定された。
マスコミ技術としてのテレビは、1950年代に急速に拡大していた。冷戦の真っ只中、各国が鉄のカーテンを越えてテレビ信号を中継したため、ヨーロッパはプロパガンダの戦場であった。1956年までに、ソビエトの影響下にある共産主義各国は技術的な優位性を獲得し、フィンランド、東部国境地域、および西ドイツとオーストリアのより孤立した地理的地域に向けて自国のテレビ番組を放送することが出来た。
ほとんどの西ドイツ国民は、この年に同国への接続が開始されたユーロビジョン・ネットワークを通じて本大会を視聴したが、西ヨーロッパ全域にも中継された。
本大会では放映権料による収入が想定されておらず、テレビ中継から収益を生み出すことは出来なかったが、大規模なスポーツイベントのテレビ放映の実現可能性を実験する機会となった。その後、冬季オリンピックにおける放映権は、1960年のスコーバレー冬季オリンピックにおいて、最初に収益を上げたとされている。